# راکل کالدرون

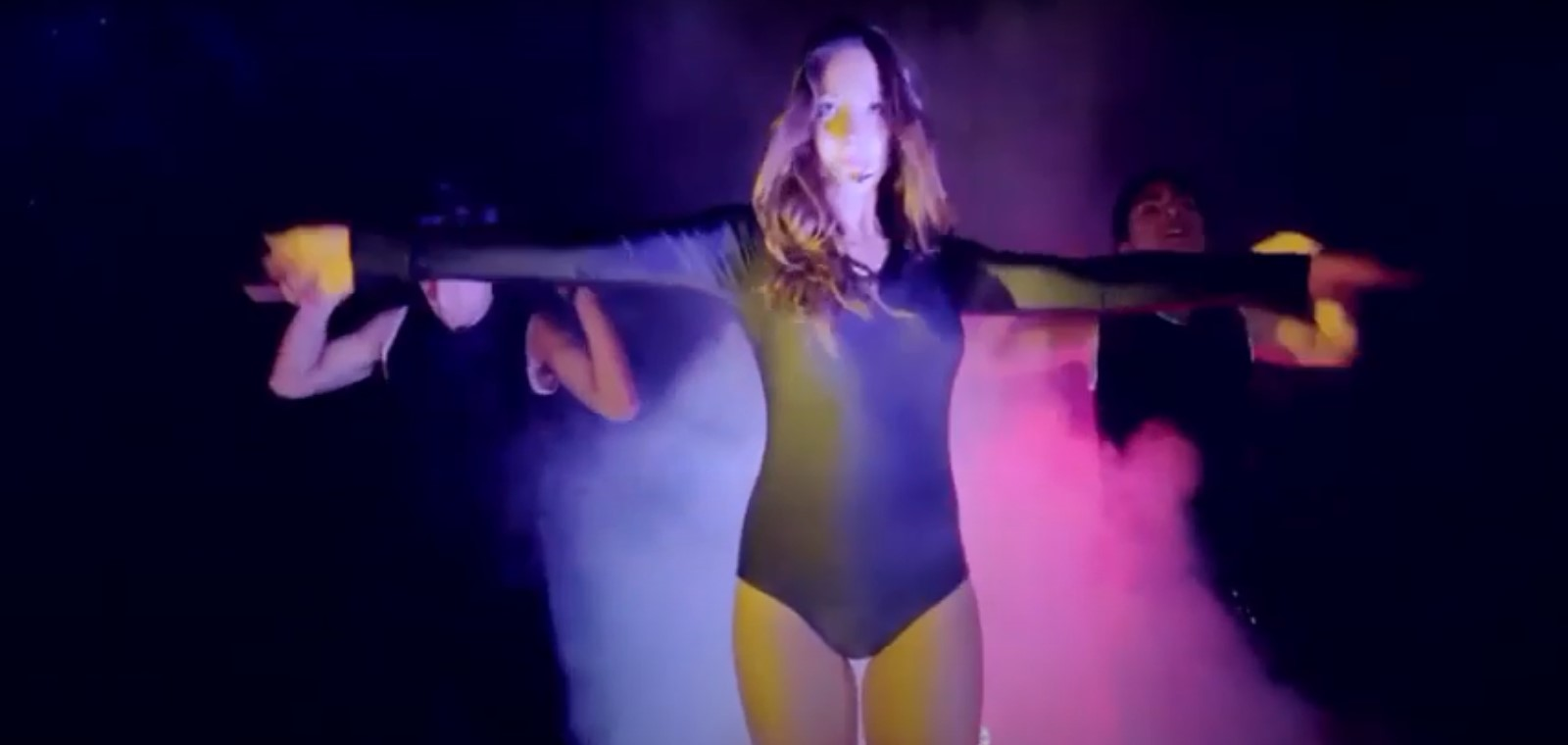

راکل کالدرون آرگاندونا (سانتیاگو، ۱۴ فوریه ۱۹۹۱)، که بیشتر با نام کل کالدرون یا به سادگی کل شناخته می‌شود، یک شخصیت مشهور شیلیایی و سلبریتی اینترنتی با مدرک حقوق است که به عنوان بازیگر و خواننده نیز کار کرده‌است.
کالدرون در سریال Karkú (۲۰۰۷) شرکت کرد که یک گروه موسیقی متشکل از بازیگران نیز داشت. به موازات آن، او شروع به آماده‌سازی حرفه ای به عنوان یک خواننده انفرادی کرد و با گونزالو یانز، نوازنده اروگوئه ای، آموزش خوانندگی و گیتار را گذراند. در ۲ ژانویه ۲۰۰۸، به دلیل درگیری‌های داخلی بین راکل، پدرش هرنان کالدرون و شرکت سازنده My Friend Entertainment، قرارداد او به‌طور ناگهانی فسخ شد. کار او در Karkú، Six Pack و سری جدید Canal 13 کنسل شد. سال بعد، او کار انفرادی خود را با اولین آلبوم خود مزاحم نشوید آغاز کرد!.